# Tubularia indivisa
Grande tubulaire
Espèce
La Grande tubulaire (Tubularia indivisa) est une espèce d'hydrozoaires. Elle est composée d'une tige tubulaire surmontée d'une « tête ». Elle mesure généralement entre 5 et 15 cm mais peut atteindre 40 cm. Cette espèce s'organise en colonies de petite taille.

## Distribution et habitat
La Grande tubulaire est présente dans la Manche, dans la mer du Nord, dans l'Atlantique nord des côtes écossaises jusqu'à la côte basque, ainsi que dans le golfe du Saint-Laurent. L'espèce se rencontre depuis l'étage infralittoral jusque 300 m de profondeur, sur des substrats rocheux dans des zones exposées à des courants relativement forts.

## Description
T. indivisa mesure entre 5 et 15 cm, exceptionnellement jusqu'à 40 cm de longueur. La « tête », ou hydropolype, a un diamètre de 10 à 15 mm et la bouche est cernée de deux rangées tentacules roses : la rangée externe présente une vingtaine de tentacule plus longs que la première rangée qui compte une quarantaine. La tige tubulaire est jaune foncé,.
L'espèce ressemble à Ectopleura larynx: cette dernière est plus petite (3 à 4 cm), plus pâle et la tige est sinueuse.

## Biologie et écologie
La Grande tubulaire se nourrit de plancton en le filtrant.
Les polypes femelles sont fertiles au printemps : des gonophores de couleur rougeâtre apparaissent entre les tentacules. Après la fécondation, une larve tombe sur le fond et va se fixer à proximité.
L'espèce est consommée par plusieurs nudibranches des genres Flabellina, Facelina et Eubranchus.